# Osvědčení provozovatele dráhy
Osvědčení provozovatele dráhy (někdy zmiňováno též pod názvem osvědčení o bezpečnosti provozovatele dráhy) je v České republice doklad, který podle zákona o drahách (266/1994 Sb.) musí mít navíc kromě úředního povolení provozovatel dráhy, aby směl provozovat dráhu celostátní nebo regionální. Osvědčení dokládá zavedení a dodržování bezpečnostních metod podle předpisu Evropské unie. Osvědčení vydává vždy na dobu 5 let drážní správní úřad, jimž je pro celostátní dráhu a regionální dráhy Drážní úřad. 
Podmínku držení úředního povolení k provozování dráhy a osvědčení provozovatele dráhy vymezuje drážní zákon 266/1994 Sb. v § 11, vydávání osvědčení upravuje § 19, změny nebo odebrání osvědčení § 19a a 19b. O vydání, změně nebo odejmutí osvědčení dle § 19c informuje Drážní úřad Agenturu Evropské unie pro železnice. 
O vydání osvědčení žádá provozovatel dráhy Drážní úřad. Přílohou žádosti jsou doklady prokazující zavedení systému zajišťování bezpečnosti provozování dráhy podle přímo použitelného předpisu Evropské unie (Nařízení Komise v přenesené pravomoci (EU) 2018/762 ze dne 8. března 2018, kterým se stanoví společné bezpečnostní metody týkající se požadavků na systém zajišťování bezpečnosti podle směrnice Evropského parlamentu a Rady (EU) 2016/798 a kterým se zrušuje nařízení Komise (EU) č. 1158/2010 a (EU) č. 1169/2010) a přijetí opatření k jeho dodržování. Pokud provozovatel tento systém zavedl a přijal opatření k jeho dodržování, má na vydání osvědčení nárok, proti rozhodnutí se však nelze odvolat ani je nelze podrobovat přezkumnému řízení. Při posuzování má úřad zohlednit dosavadní zjištění získaná při výkonu státního dozoru, u přeshraničních drah úřad v řízení spolupracuje s úřadem dotčeného státu. V osvědčení provozovatele dráhy může stanovit podmínky k zajištění bezpečné výstavby, modernizace, údržby a opravy dráhy. Nelze-li o žádosti rozhodnout bezodkladně, rozhodne o ní drážní správní úřad nejpozději do 4 měsíců od zahájení řízení. Osvědčení se vydává na dobu 5 let. 
Dojde-li ke změně některého údaje obsaženého v osvědčení, provozovatel dráhy změnu do 1 měsíce oznámí a doloží a Drážní úřad mu vydá nové osvědčení s dobou platnosti odpovídající původnímu osvědčení. Přestane-li být zavedený systém zajišťování bezpečnosti provozování dráhy dostatečný z důvodu podstatné změny právního předpisu, uloží drážní správní úřad provozovateli dráhy povinnost tento systém upravit a stanoví mu k tomu přiměřenou lhůtu. V případě nesplnění Drážní úřad oprávnění omezí nebo odejme. Omezí nebo odejme je rovněž, přestal-li provozovatel dráhy splňovat podmínky pro vydání osvědčení. 
Provozování dráhy celostátní nebo regionální bez osvědčení provozovatele dráhy je podle § 51 odst. 5 písm. a) zákona o drahách 266/1994 Sb. přestupkem s možnou pokutou do 10 milionů Kč, přestupkem (s pokutou do 200 tisíc Kč) je rovněž neoznámení změny údaje uvedeného v osvědčení a neodevzdání neplatného osvědčení (odst. 5 písm. b, c, s). 

## Provozovatelé
V červenci 2023 Drážní úřad uvádí k 1. únoru 2023 seznam 7 provozovatelů dráhy celostátní nebo regionální:
- Správa železnic, státní organizace (celostátní dráha a regionální dráhy: dráhy v majetku ČR, dále Sedlnice – Mošnov, Ostrava Airport, úřední povolení 9002, 9003, 8018)
- České dráhy, a.s. (celostátní dráha: vybraná provozní a údržbová zázemí Bohumín, Děčín, Praha jih, úřední povolení 9004)
- AŽD Praha s.r.o. (regionální dráhy: Čížkovice – Obrnice, Dolní Bousov – Kopidlno, úřední povolení 8020, 8021)
- KŽC Doprava, s.r.o. (regionální dráha: Česká Kamenice – Kamenický Šenov, úřední povolení 8015)
- PDV RAILWAY a.s. (regionální dráhy: Trutnov hl.n. – Svoboda nad Úpou, Sokolov – Kraslice, úřední povolení 8016, 8017)
- PKP CARGO INTERNATIONAL a.s. (regionální dráha: Milotice nad Opavou – Vrbno pod Pradědem, úřední povolení 8005)
- SART-stavby a rekonstrukce a.s. (regionální dráhy: Šumperk – Sobotín, Petrov nad Desnou – Kouty nad Desnou, úřední povolení 8014)

Společnosti Jindřichohradecké místní dráhy, a.s. platnost osvědčení vypršela 2. října 2022 a nové nedostala s ohledem na to, že v té době byla v insolvenci a v úpadku. Vzhledem k tomu, že osvědčení dopravce vypršelo až o dva týdny později a licence k provozování dopravy byla odebrána ještě o několik dalších měsíců později, absence platného osvědčení provozovatele dráhy byla bezprostředním důvodem, proč byl od 3. října 2022 na těchto úzkorozchodných regionálních drahách na neurčitou dobu zastaven provoz.